# アフリカ・エコレース

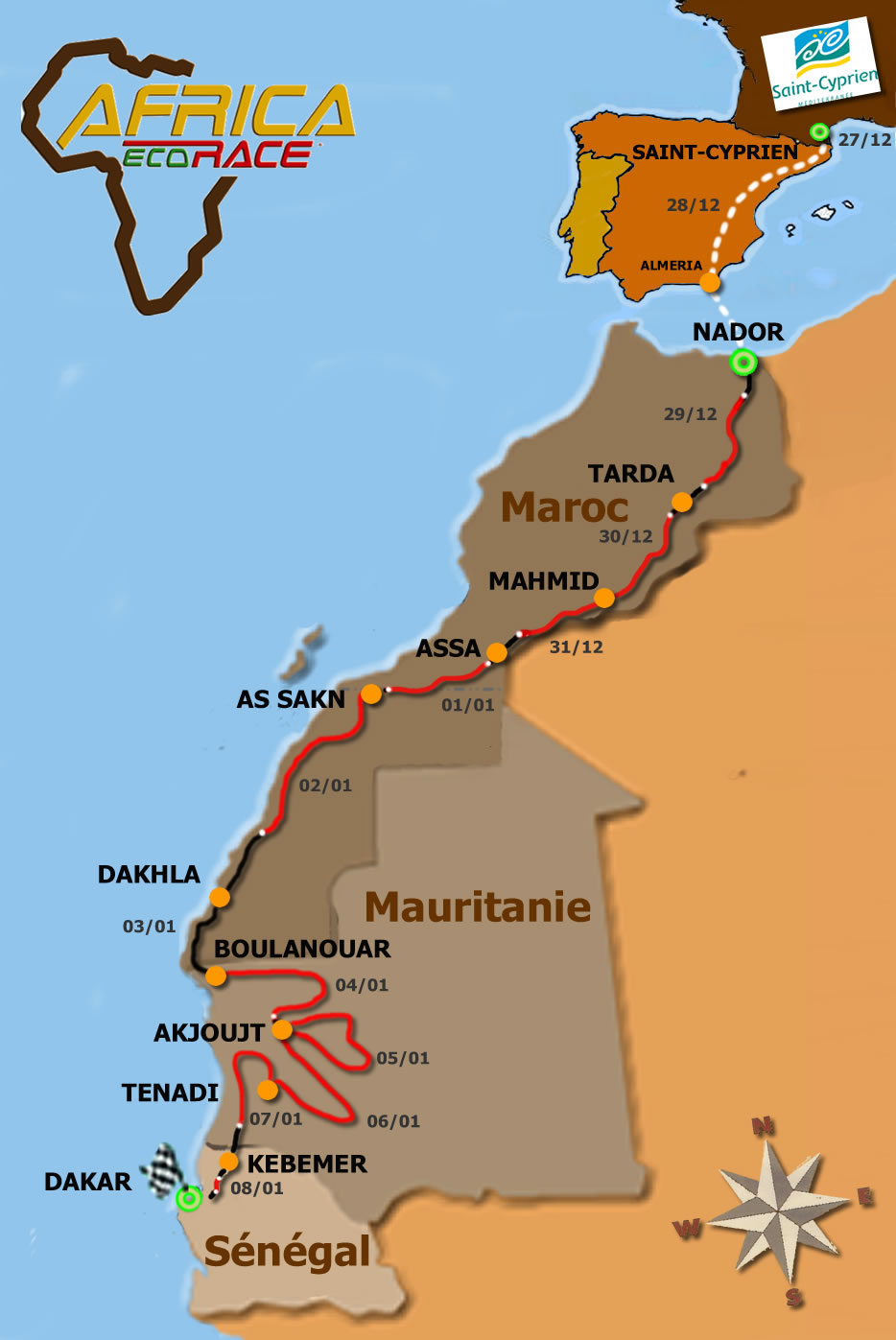
2012ルート

アフリカ・エコレース（Africa Eco Race）は、2009年から毎年開催されているラリーレイドイベントの一つ。
「エコレース」とあるが、これは開催にあたり環境に配慮した運営を行うというという意味であり、いわゆる燃費競争ではない点に注意が必要である。

## 概要

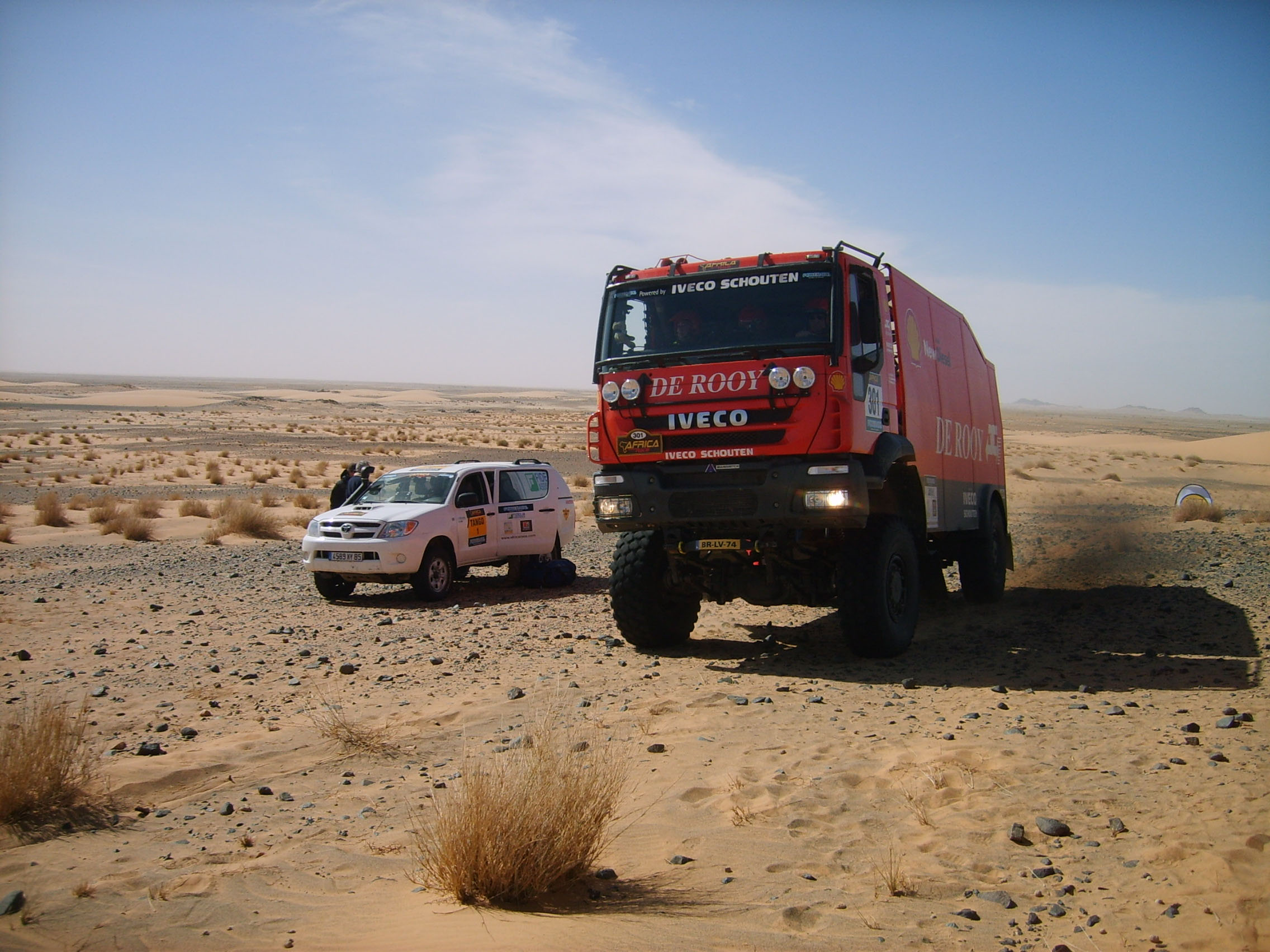
ヤン・デ・ルーイのイヴェコ（2009年初開催時）

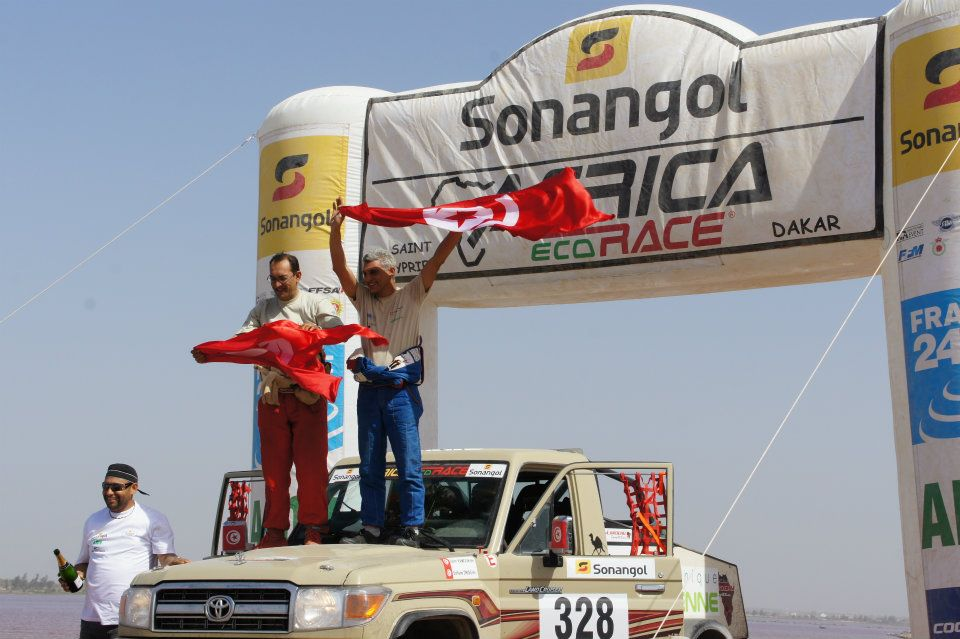
2012年ポディウム

2008年のダカール・ラリーが、アフリカの治安悪化により保険会社からの保険を拒否されたことを理由に前日にキャンセルされ、2009年から南米に移転しての開催となった。それに反発したフランス人ダカール四輪部門覇者のジャン＝ルイ・シュレッサーとルネ・メッジを中心として2009年にこのレースを誕生させた。元々は二輪・四輪王者のユベール・オリオールも運営に関わっていたが、ダカール・ラリー主催者のASOが、過去オリオールがダカールの運営に関わっていたことから知的財産権に関する訴訟を起こされ、一部敗訴となったため間もなく離脱している。現在はシュレッサーの息子アントワーヌが運営に就いている。
構想段階では「トランスアフリカ・イン・クラシック」という名前であった。
往年のパリ＝ダカール・ラリーへの郷愁から「リアル・レース・トゥ・ダカール」を標榜しており、多くの部分で「パリダカ」の時代を踏襲している。最もそれが顕著なのはルート設定で、西欧から出発し地中海を渡り、西アフリカ（西サハラやモーリタニアなど）を通ってセネガルの首都ダカールのラック・ローズがゴールになっている。開催時期も従来はダカール・ラリーと被っていたため、同時参戦はできなかったが、現在は10月や3月などにずらされて参加しやすくなっている。ただし2023年大会は、財政問題と異常気象による天候問題（ダカールで発生した洪水など）が理由で中止となっており、2023年12月～2024年1月という従来の開催時期に「繰り下げ」となっている。
2016年以降はモナコ公国が開始地点となっている。総走行距離は約6,000km、総競技距離は4,000km程度となる。
環境の面からやり玉に挙げられることがしばしあったダカール・ラリーの反省もあって、エコレースの参加者は個々に環境への配慮と持続可能性について意識した行動をすることが求められ、運営も表彰台は盛り土で作るなどゴミを出さないように配慮している。また運営は植林活動や、アフリカの学校にソーラーパネルを設置するなど、収益を対外的なエコ活動にも使っている。
参加可能な車両は基本的にはダカール・ラリーと同じであるが、やや自由度が高い（二輪は排気量450ccを超えた車両も参戦可能）のが違いで、クラシックカー・クラシックバイクも参戦しやすい。また厳格なFIA規定のイベントとは異なり、人数も自由が効く。カレル・ロプライスのナビだったチェコ人のトーマス・トメチェクは2022年のエコレースで「10tのオートバイだと思ってる」と豪語しながら、ダカールであればナビゲーター・メカニックの3人が乗らなければならないトラックにたった1人だけで乗って走りきり、「キャプテン・ソロ」の異名を具現化する歴史的な優勝を果たしている。
ダカールと異なりメーカー系ワークスチームはほとんどおらず、プライベーターやアマチュアがメインのイベントとなっている。近年は日本からのプライベーターの参戦も多く、篠塚建次郎や菅原義正といった往年のレジェンドたちもダカールを引退した後にエコレースに参戦している。菅原義正はダカール引退を表明した直後の2019年5月にエコレースの日本事務局を創設した。